# Q-switch
Q-switch is een Engelse term (Duits: Güteschalter) om een toestel aan te duiden dat van een continue (Engels: continuous wave, Duits: Dauerstrich) laser korte, grote pulsen maakt (Duits: Riesenimpuls) door de kwaliteitsfactor (Engels: quality factor) Q van laag naar hoog te schakelen.
Doorgaans is het toestel een akoesto-optische modulator. Die bevindt zich in de laserresonator, dus binnen de spiegels. Wanneer de modulator in de ene stand staat, is de kwaliteitsfactor Q van de resonator laag en gaat al het pompvermogen in de maximale populatie-inversie. Wanneer dan de modulator naar de andere stand gaat, stijgt Q naar de normale waarde en komt al de opgeslagen energie vrij in een korte puls (rond 100 nanoseconde). De modulator schakelt typisch aan een frequentie tussen 1 en 10 kHz. De Q-switch wordt veel gebruikt met een Nd:YAG-laser.
Toepassingen zijn: het markeren van metalen en kunststoffen, het trimmen van weerstanden en kwartskristallen, frequentieverdubbeling en frequentieverdrievoudiging met KTP.